# 냉동
냉동(冷凍,freeze)은 물리적으로 대상물질을 해당 어는점까지 온도를 그 이하로 가하여 얼게하는 결빙을 가리킨다. 이러한 결빙현상으로는 잘 알려진 물의 결빙상태인 얼음이 있다.
한편 냉각(冷却)은  식어서 차게 됨, 또는 식혀서 차게 하는 것을 가리킨다.

## 냉동식품
또한 이러한 맥락에서  냉동(冷凍,freeze)은 일반적으로 식품과 관련하여 생선이나 육류 따위를 신선하게 보관하기 위해 얼리는것을 말한다. 이 경우 냉동법의 사용으로 표현하기도 하며 그 식품은 냉동식품이라고 한다.

## 암모니아 냉동법
특정한 목적으로 대상물을 냉동시켜야 하는 경우가 냉동법을 적용한 경우이며 이러한 냉동법에는 암모니아 냉동법이 있으며 암모니아 냉동법(ammonia冷凍法)은 암모니아가 증발할 때 주위의 열을 많이 빼앗는 성질을 이용한 냉동법이다.

## 얼음 Ih
얼음 Ih 또는 얼음 1h(Ice Ih)는 대기중의 영하권에서 볼 수 있는 일반적으로 잘 알려진 얼음의 형태이자 물의 냉동 성상이다.

## 같이 보기
- 냉장
- 녹는점